# Даунинг-стрит
Даунинг-стрит (англ. Downing Street) — небольшая улица в Вестминстере, рядом с Уайтхоллом, в нескольких минутах ходьбы от здания парламента и совсем недалеко от Букингемского дворца.
Улица известна тем, что на ней уже более 200 лет располагаются резиденции важнейших фигур правительства Великобритании, как то:
- дом № 9 (англ.)
- в доме № 10 традиционно проживает первый лорд казначейства, обязанности которого выполняет премьер-министр,
- дом № 11 занимает второй лорд казначейства.
- дом № 12 (англ.)

Таким образом, дом № 10 по Даунинг-стрит — это официальная резиденция премьер-министра Великобритании. Поэтому Даунинг-стрит, 10 часто используется как метоним для обозначения администрации премьер-министра, а номер 11 — как обозначение офиса канцлера казначейства.
Улица была застроена в 1680-х годах баронетом Джорджем Даунингом на месте владений баронского семейства Хэмпденов (так называемый Хэмпден-хаус). Все резиденции членов правительства расположены на одной стороне улицы. Здания на другой стороне в XIX веке были переданы Министерству иностранных дел и по делам Содружества наций Великобритании.
Джордж Даунинг, чьё имя носит улица, состоял на военной и дипломатической службе у Оливера Кромвеля и короля Карла II и благодаря спекуляциям с землевладениями нажил большое богатство. В 1654 году он взял в аренду землю на юге Сент-Джеймсского парка, неподалёку от парламента.